# L'Amour à la springfieldienne
L'Amour à la Springfieldienne est le 12e épisode de la saison 19 de la série télévisée d'animation Les Simpson.

## Synopsis
Lors de la Saint-Valentin, les Simpson se retrouvent coincés dans le tunnel de l'amour après que Bart a déversé de la gelée dans l'eau de l'attraction. Pour passer le temps, Homer, Marge et Bart racontent des histoires sur la Saint-Valentin.
Homer raconte une version où lui et Marge tiennent le rôle de Bonnie et Clyde.
Marge raconte une version où elle et Homer interprètent les rôles de La Belle et le Clochard tandis que les enfants tiennent le rôle de leurs chiots.
Bart raconte une version où Nelson est Sid Vicious, Lisa, Nancy Spungen et Bart lui-même interprète le rôle de Johnny Rotten…